# Chiesa del Sacro Cuore dei Salesiani

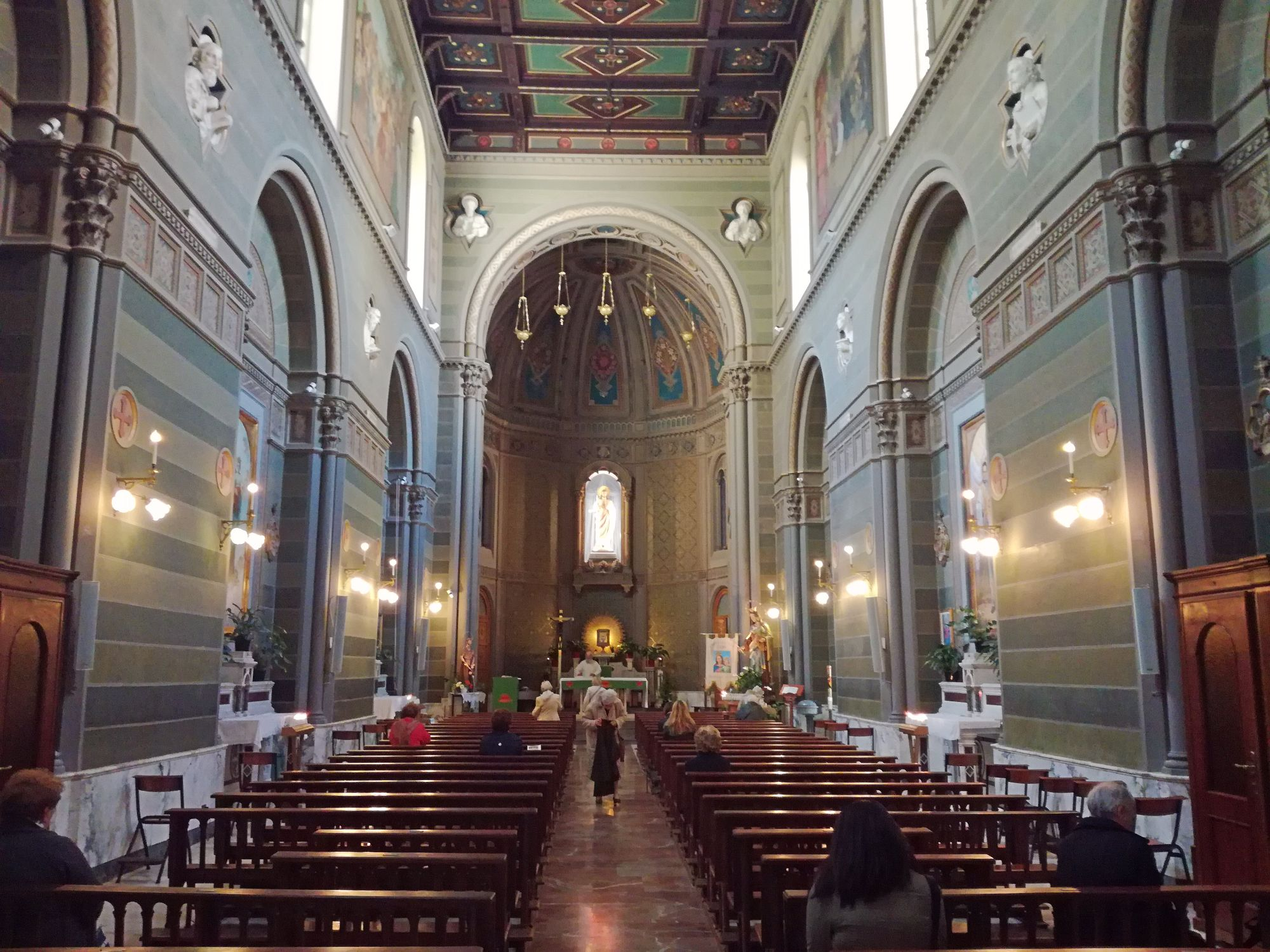
Interno

La chiesa del Sacro Cuore dei Salesiani è una delle chiese storiche di Napoli; è sita nel quartiere Vomero.

## Storia e descrizione
La storia di questa chiesa, comincia quanto la baronessa Isabella de Rosis, tra il 1884 e il 1885, fece erigere una cappella dedicata al Sacro Cuore di Gesù. Nel 1889, la nobile ne fece dono ai padri Salesiani, che posero la prima pietra per gli ingrandimenti. Tre anni dopo, l'edificio fu affiancato anche da un istituto, progettato da Giuseppe Carelli e Gioacchino Luigi Mellucci, finanziato anche grazie a due lotterie che si svolsero nella vicina Villa Patrizi.
La chiesa ha una facciata tipicamente neorinascimentale; mentre, l'interno, di gusto neoromanico, è a navata unica con tre cappelle di scarsa profondità per lato, grande abside poligonale e soffitto cassettonato ligneo intagliato e dipinto. Sopra l'ingresso vi è il coro con un grande organo del 1915. L'arco trionfale è ornato dai busti in gesso dei santi Pietro e Paolo, mentre lungo la navata si ammirano quelli dei quattro Evangelisti. Gli affreschi dipinti nei riquadri tra le finestre della navata sono del 1927, a opera di Luigi Tagliatela. Sugli altari laterali si ammirano alcuni dipinti di discreta fattura, come: il San Giovanni Bosco di Vincenzo Irolli, il San Francesco Sales e la Maria Ausiliatrice di Pietro Di Domenico (entrambi datati 1933) e i recentissimi (in quanto datati 2006) San Domenico Savio e Santa Maria Domenica Mazzarella del noto pittore maltese Paul Camilleri Cauchi.